# プレーム・ティンスーラーノン
プレーム・ティンスーラーノン（タイ：เปรม ติณสูลานนท์、英：Prem Tinsulanonda、1920年8月26日 - 2019年5月26日）は、タイの軍人（陸軍大将）、政治家。元枢密院議長。元首相。日本では現在でもプレム・チンスラノンあるいはプレム（元）首相と呼ばれている。

## 経歴

### 軍人として
1920年、南部ソンクラー県の下級官僚の家に生まれた。1941年、王立陸軍士官学校（現、チュラチョームクラオ陸軍士官学校）に入学。職業軍人としてキャリアを積み、第一騎兵師団師団長などを経て、1977年から1978年まで内務副大臣、1978年から1980年までタイ陸軍司令官、1979年から1986年まで国防大臣を務めた。
その間、1968年から1971年まで上院議員、1972年から1973年まで下院議員を務めた。

### 首相時代
1980年から1988年までの8年以上の長期にわたって政権を担当した。
首相在任中に数度の暗殺未遂事件と2度のクーデターを潜り抜けたうえで､外国企業の投資規制を緩和するなど、経済成長への道筋をつけた。また、民政移管を実現した。
タイ共産党の活動家に対して「恩赦をするから投降するように」と呼びかけるなどの穏健な政策をとってタイ共産党を徐々に弱体化させていった。
非民選議員の立場で首相を務め、自身の内閣の閣僚に官僚、政党人、民間人を起用したことなどから、この間の政治は｢半分の民主主義」とも形容された。
1988年の首相退任時に枢密顧問官に任命されるとともに、「ラタブルット」（国家功労者）の称号を受けた。

### 政界の実力者として
1998年から枢密院議長を務めている。清廉な人柄と王室への忠勤ぶりから国王ラーマ9世（通称・プミポン国王）が存命だった頃から国王の信頼が厚い人物であるとされた。また、誕生日には陸海空の各司令官と国軍最高司令官、警察の幹部が祝いに訪れるなど、軍や政財界に絶大な影響力を持つタイの最高実力者と目されている。
スチンダー・クラープラユーンやタクシン・シナワットを必要以上の権力を求める者であり王室への脅威として排撃しており、タクシンからは「2006年クーデターの黒幕」、「憲法を超えたカリスマ」と批判されている。
チャムロン・シームアン元バンコク都知事はかつての秘書。スラユット・チュラーノン元首相は陸軍時代の副官。
2016年10月13日に国王ラーマ9世が崩御したことに伴い、ワチラーロンコーン皇太子が王位を継承するまでの間、憲法の規定に従って枢密院議長であるプレームが暫定摂政として国王の職務を一時的に代行した。その後、ワチラーロンコーン皇太子が12月1日に「ラーマ10世」として即位の宣誓をしたため、暫定摂政を退任した。2019年5月4日のラーマ10世の戴冠式に参列するなど最晩年まで公の場に姿を表した。5月26日、バンコク都内の病院で98歳で死去。

## 慈善活動
プレムは自身のラタブルット財団を通して多くの慈善活動に携わっており、2001年8月にはタイのチェンマイ県にある「プレーム・ティンスーラーノン・インターナショナルスクール」の共同設立者となった。
「プレーム・ティンスーラーノン・インターナショナルスクール」のキャンパスは90エーカーと広く、寮も備わっており、多くの国籍の学生が通っている。

## 栄典
以下の勲章などを受勲している。
- チュラチョームクラーオ勲章
- ラーマーティボーディー勲章